# I. e. 337
Évszázadok: i. e. 5. század – i. e. 4. század – i. e. 3. század
Évtizedek: i. e. 380-as évek – i. e. 370-es évek – i. e. 360-as évek – i. e. 350-es évek – i. e. 340-es évek – i. e. 330-as évek – i. e. 320-as évek – i. e. 310-es évek – i. e. 300-as évek – i. e. 290-es évek – i. e. 280-as évek
Évek: i. e. 342 – i. e. 341 – i. e. 340 – i. e. 339 –  i. e. 338 – i. e. 337 – i. e. 336 – i. e. 335 – i. e. 334 – i. e. 333 – i. e. 332

## Események

### Görögország
- A pánhellén gyűlésen II. Philipposz bejelenti a Korinthoszi Szövetség megalakulását, melynek célja, hogy felszabadítsa a kis-ázsiai görög városokat a perzsa uralom alól. Spárta kivételével valamennyi görög városállam és sziget csatlakozik a szövetséghez, melyet formálisan egy tanács irányít, de valójában a közös haderő főparancsnoka, Philipposz dönt a fontos kérdésekben.
- Philipposz házasságot köt Kleopátrával (aki felveszi az Eurüdiké nevet), Olümpiaszt pedig eltaszítja magától. Közös fiukat, a csak félig makedón Alexandroszt gyakorlatilag kitagadja, barátait (köztük Ptolemaioszt) pedig száműzi. Alexandrosz és Olümpiasz fél évre Épeiroszba, majd az illírekhez menekül.

### Róma
- Caius Sulpicius Longust és Publius Aelius Paetust választják consullá. A sidicinusok és az auruncusok között háború tör ki, utóbbiak Rómától kérnek segítséget. A consulok sokáig késlekednek a hadsereg összehívásával, ezalatt az auruncusok városait lerombolják. A felháborodott szenátus dictator kinevezését rendeli el, C. Claudius Inregillensis választásánál azonban szertartási hiba történt és érvénytelenné nyilvánítják. Quintus Publilius Philót praetorrá választják - ő az első plebeius, aki betölti a tisztséget.[1]

## Születések
- I. Démétriosz makedón király

## Halálozások
- Timoleón, görög hadvezér és államférfi
- Sen Pu-haj, a kínai Han állam főminisztere

## Fordítás
- Ez a szócikk részben vagy egészben  a(z)   337 BC című angol Wikipédia-szócikk ezen változatának fordításán alapul.  Az eredeti cikk szerkesztőit annak laptörténete sorolja fel. Ez a jelzés csupán a megfogalmazás eredetét és a szerzői jogokat jelzi, nem szolgál a cikkben szereplő információk forrásmegjelöléseként.